# 托马斯·普费弗
托马斯·普费弗（德語：Thomas Pfeffer，1957年9月15日—），德国男子射击运动员。他曾代表东德参加1976年、1980年和1988年夏季奥林匹克运动会射击比赛，其中1980年奥运会获得一枚铜牌。